# Jules Adler
Pour les articles homonymes, voir Adler.

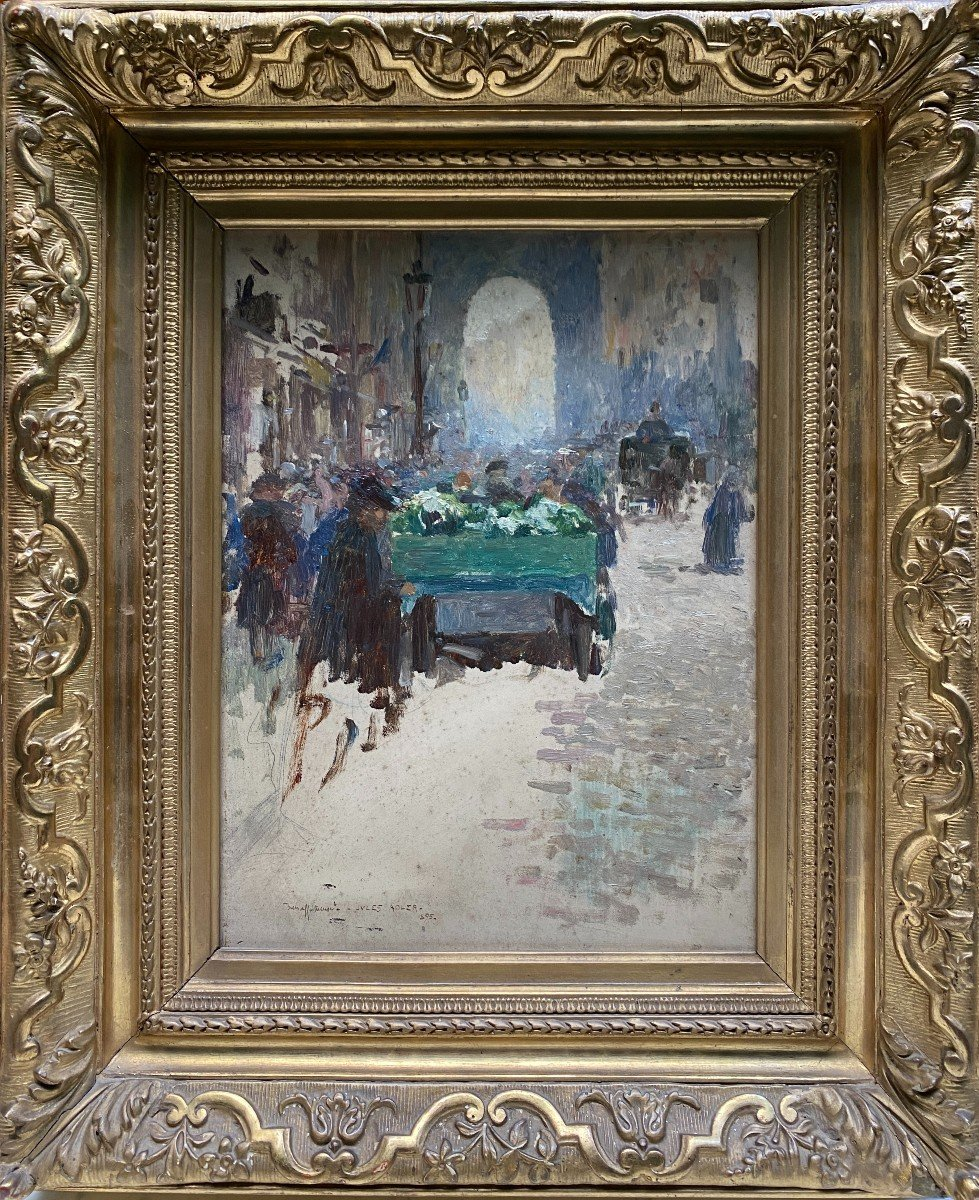

Jules Adler né le 8 juillet 1865 à Luxeuil-les-Bains (Haute-Saône) et mort le 11 juin 1952 à Nogent-sur-Marne est un peintre français.
Rattaché au courant du naturalisme, il est surnommé « le peintre des humbles ».

## Biographie
Troisième fils d'un marchand d'étoffe de Luxeuil-les-Bains, Jules Adler quitte la Franche-Comté en 1882. Il s'installe alors à Paris avec sa famille. Il étudiera dans un premier temps à l’École des arts décoratifs, où il est l'élève de William Bouguereau, de Tony Robert-Fleury et enfin aux Beaux-Arts avec Pascal Dagnan-Bouveret. Parallèlement, dès 1883, il suit les cours de l'Académie Julian. Après un premier échec, il réussit son entrée en 1884 à l'École des beaux-arts de Paris.
Massier à l'Académie Julian, il crée le bal masqué de l'académie qui deviendra plus tard le Bal des Quat'z'Arts.
En 1888, il débute au Salon avec sa toile Misère. Adler est plusieurs fois médaillé au Salon et participe à de nombreuses expositions. Son thème de prédilection est le monde ouvrier, ce qui lui vaut d'être surnommé « le peintre des humbles ». Il obtient une médaille d'or avec son tableau Joies populaires ; l'une de ses toiles les plus célèbres est La Grève-Le Creusot, exposée au Salon de 1900, qui remporte un grand succès. Le 7 août 1899 s'ouvre le  second procès du Capitaine Dreyfus, à Rennes, Adler prendra parti dans l'Affaire et sa maison deviendra un centre de dreyfusards. En 1903, il est membre fondateur du Salon d'automne au Petit Palais.
De 1914 à 1918, il installe sur la place Pigalle une cantine d'aide aux artistes qui servira plusieurs milliers de repas et offrira des vêtements aux artistes. En 1914, le peintre est chargé de mission artistique à Verdun (Meuse) et rapporte des dessins, croquis et photographies. Il est nommé professeur aux Beaux-Arts de Paris en 1928, où il a pour élève son neveu Jean Adler.
Attaché à ses racines franc-comtoises, il participe à des expositions locales.
Durant la Seconde Guerre mondiale, il est arrêté en mars 1944 sur dénonciation d'un pharmacien pour s'être promené dans le square des Batignolles alors interdit aux Juifs et interné à l'hospice Picpus, annexe du camp de Drancy. Il échappe à la déportation.
Il meurt en 1952 dans une relative pauvreté à la maison de retraite pour artistes à Nogent-sur-Marne. Il est inhumé au cimetière Saint-Vincent, 4e division, dans le quartier de Montmartre.

## Élèves
- Jean Adler (1899-1942)
- Fernand Allard l'Olivier (1883-1933)
- Gabrielle David (1864-1959)
- Georges Fréset (1894-1975)
- Roger Godchaux (1878-1958)
- Germaine Hébrard (1889-1966)
- César Mammés (1902-1965)
- Maxa Nordau (1897-1993)
- Albert Fernand Renault (1887-1963)
- Sonia Routchine-Vitry (1878-1931)

## Œuvres

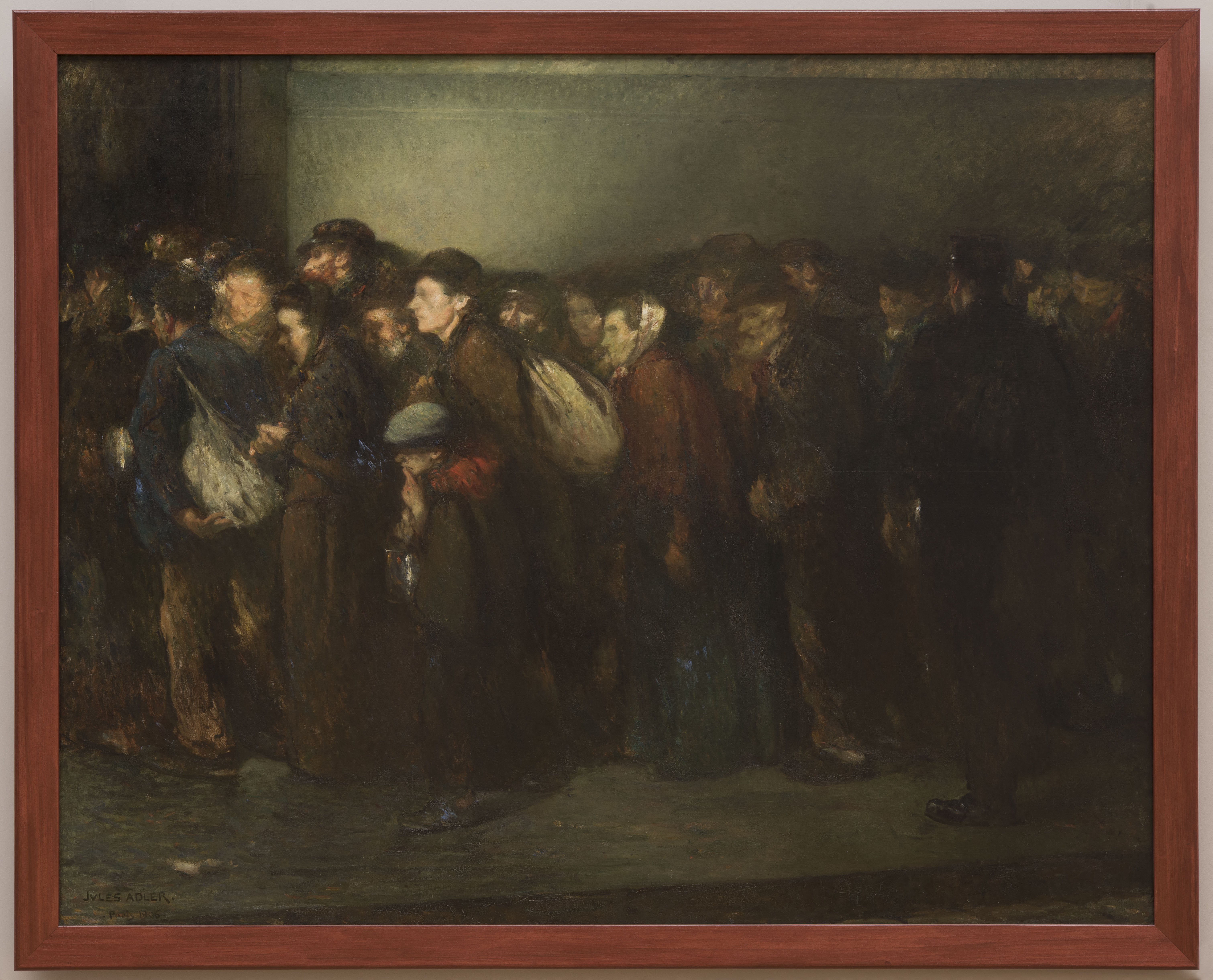
La Soupe des pauvres (1906), Paris, Petit Palais.

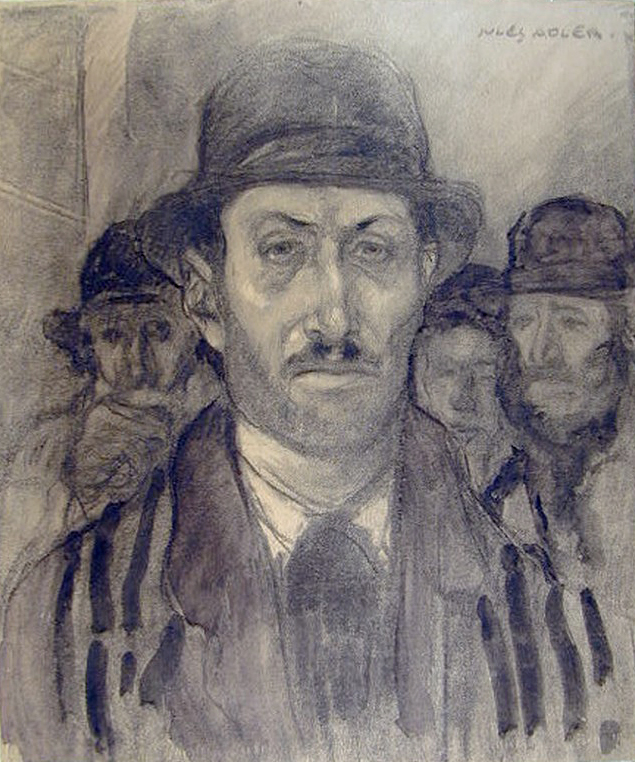
Portrait d'homme (1943), dessin, Paris, musée d'Art et d'Histoire du judaïsme.

### Argentine
- Buenos Aires : Retour de la pêche à Boulogne, 1914, musée national des Beaux-Arts[9].

### France
- Avignon : Les Las, 1897, , musée Calvet [10].
- Belfort : La Mobilisation, 1914, musée d'Histoire et d'Archéologie de Belfort.
- Castres : La Rue, 1895, musée Goya.
- Condette : Retour de la pêche à Boulogne, esquisse préparatoire, château d'Hardelot.
- Le Creusot : La Grève au Creusot, 1899, écomusée, château de la Verrerie.
- Dijon : L'Accident 1912, musée des Beaux-Arts de Dijon.
- Douai : Fanfare, 1927, musée de la Chartreuse de Douai.
- Dole, musée des Beaux-Arts de Dole :
  - Les Femmes de marin sur les quais dans le port de Boulogne-sur-Mer, 1905 ;
  - Panorama de Paris vu du Sacré-Cœur, 1935.
- Gray, musée Baron-Martin :
  - Soir d’été à Paris, 1901 ;
  - Mineur, Charleroi, 1901 ;
  - Garçon de ferme à Saint-Valbert, 1902.
- Langres : Facteur rural ou Facteur de Saint-Valbert, 1902, huile sur toile, 91 × 72 cm, musée d'Art et d'Histoire.
- Lille : Le Jardinier Fleurot, palais des Beaux-Arts de Lille.
- Luxeuil-les-Bains, musée de la tour des échevins :
  - Les Sardinières de Douarnenez, 1900 ;
  - Les Hauts-Fourneaux de la Providence, vers 1904, Luxeuil-les-Bains ;
  - Les Haleurs, 1904[11] ;
  - Le Chemineau, 1908 ;
  - L'Alsacienne, 1928 ;
  - Neige, 1929 ;
  - Deuil en Limousin, 1931 ;
  - Portrait d'André Maroselli, 1932.
- Mâcon : Joies populaires, 1898, musée des Ursulines.
- Marseille : L'Homme aux cruches, musée des Beaux-Arts de Marseille.
- Paris, Petit Palais :
  - La Soupe des pauvres, 1906 ;
  - Gros temps au large, matelotes d’Étaples, 1913.
- Pau, La Grève au Creusot, 1899, musée des Beaux-Arts de Pau.
- Pont-Audemer, Portrait du Docteur Harou, 1937, musée Alfred-Canel.
- Reims, Le Trottin, 1903, musée des Beaux-Arts de Reims.
- Remiremont, musée Charles-de-Bruyères :
  - Marché du faubourg Saint Denis, 1895 ;
  - L'Armistice, 1918.
- Le Touquet-Paris-Plage, Le Touquet 1901, musée du Touquet-Paris-Plage - Édouard Champion.

## Expositions
- « Les Artistes du Salon de Paris », Italie, 2004.
- Rétrospective à Luxeuil-les-Bains (Haute-Saône) pour le 50e anniversaire de sa mort en 2002.
- « Des Plaines à l'Usine », musée des Beaux-Arts de Dunkerque, musée des Beaux-Arts de Pau, musée d'Évreux, 2002.
- « De l'illusion à la réalité », Amsterdam, musée Van Gogh, peinture, sculpture naturaliste, 2010 ; Peinture, photographie, théâtre et cinéma naturalistes, 1875-1918.
- Musées en Franche-Comté. Expositions et évènements : « Jules Adler. Peindre sous la Troisième République »[12].
- « Jules Adler. Peindre sous la Troisième République », musée des Beaux-Arts de Dole, du 17 octobre 2017 au 11 février 2018[13]. Exposition reprise au musée de La Piscine à Roubaix, au Palais Lumière à Évian, puis au musée d'Art et d'Histoire du judaïsme à Paris d'octobre 2019 à février 2020. Un colloque s'est tenu au musée de Dole les 28 et 29 janvier 2016 et au musée d'Art et d'Histoire du judaïsme le 1er décembre 2019.

Œuvres de Jules Adler
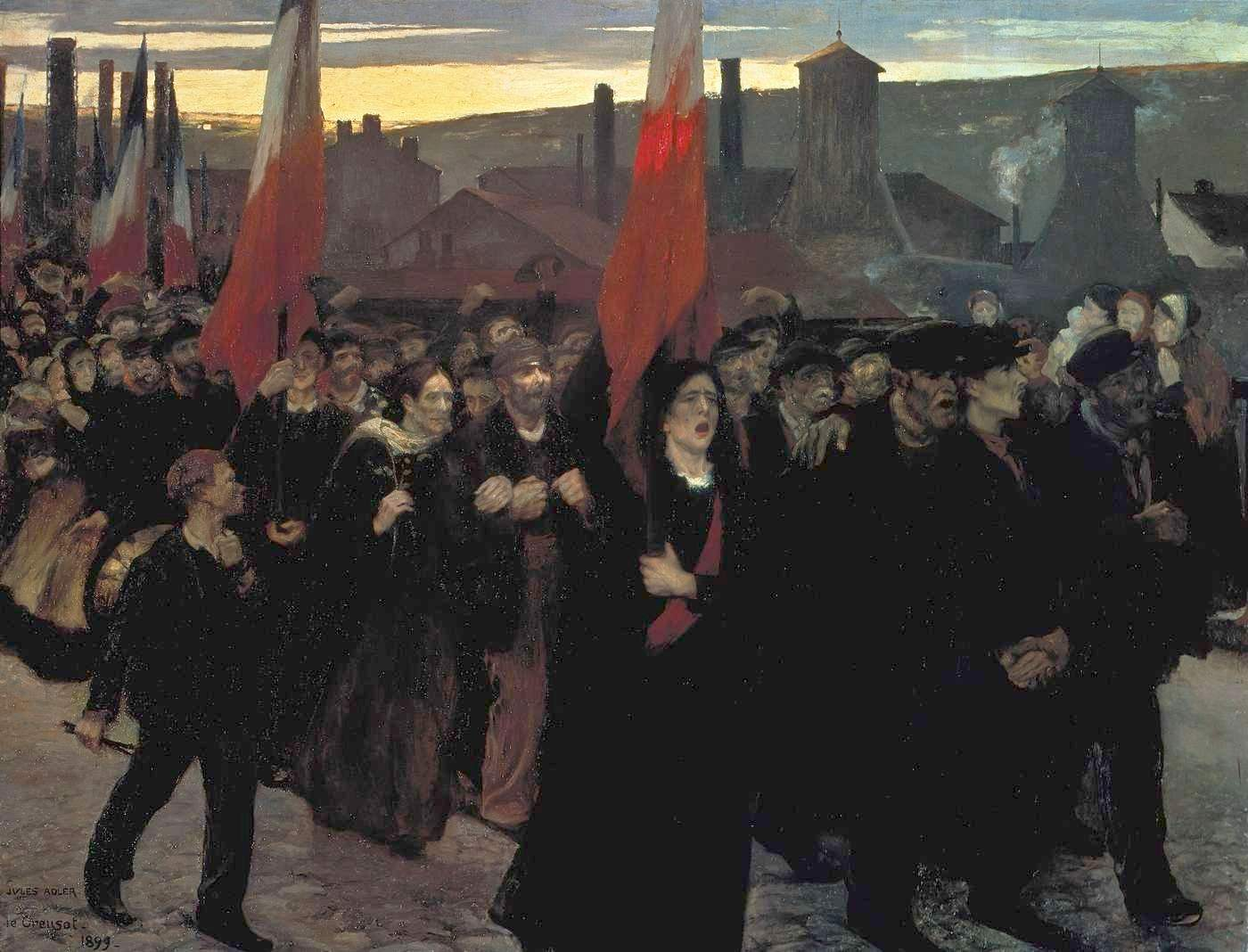
La Grève au Creusot (1899), musée des Beaux-Arts de Pau.
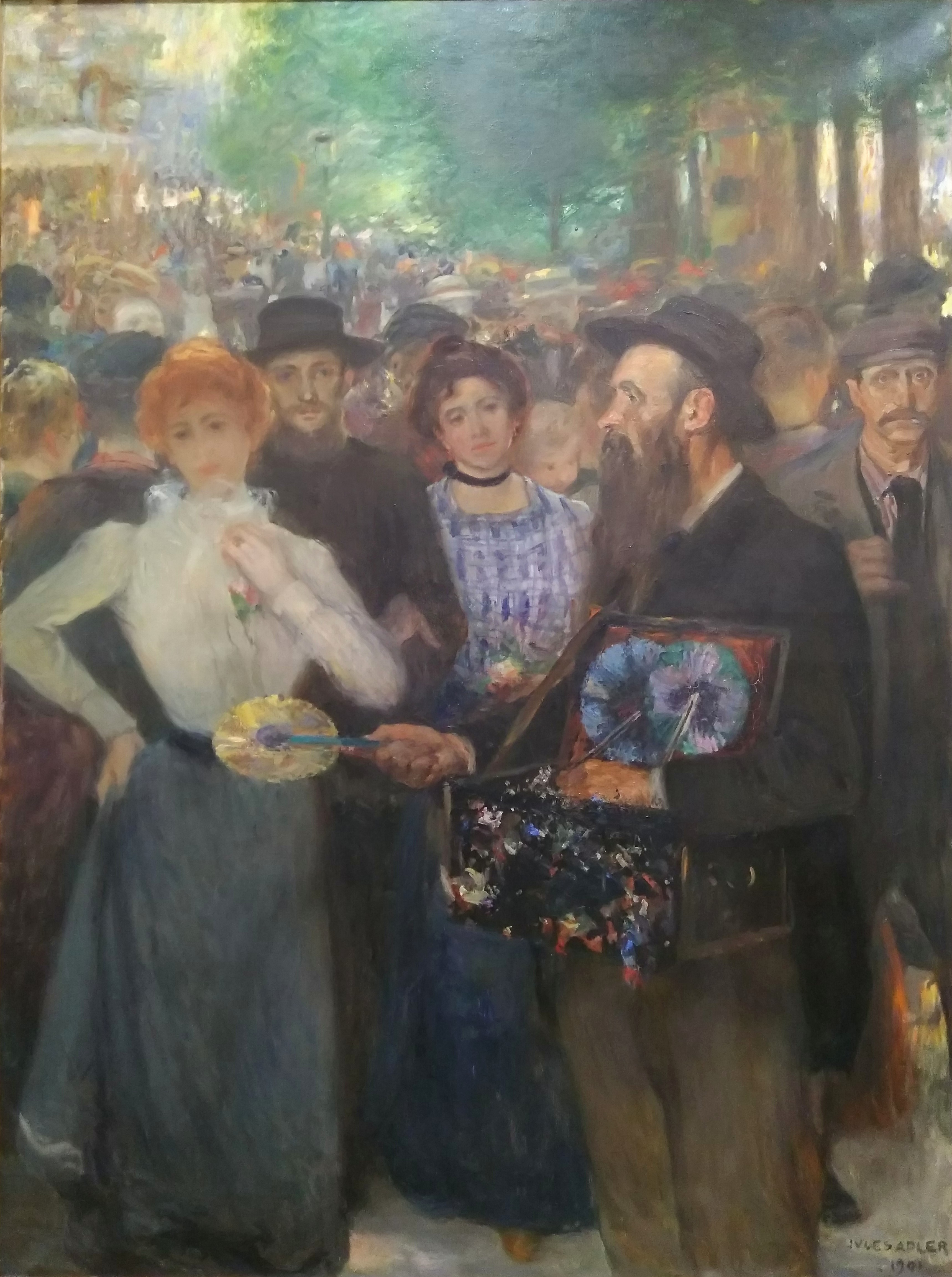
Soir d'été à Paris (1901), Gray (Haute-Saône), musée Baron-Martin.
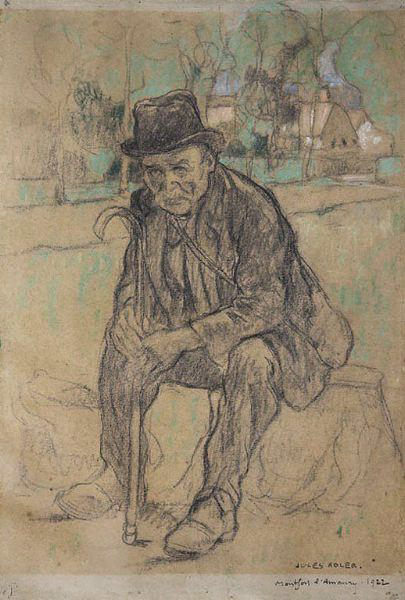
Le Chemineau (1922), dessin, musée des Beaux-Arts de Dole.
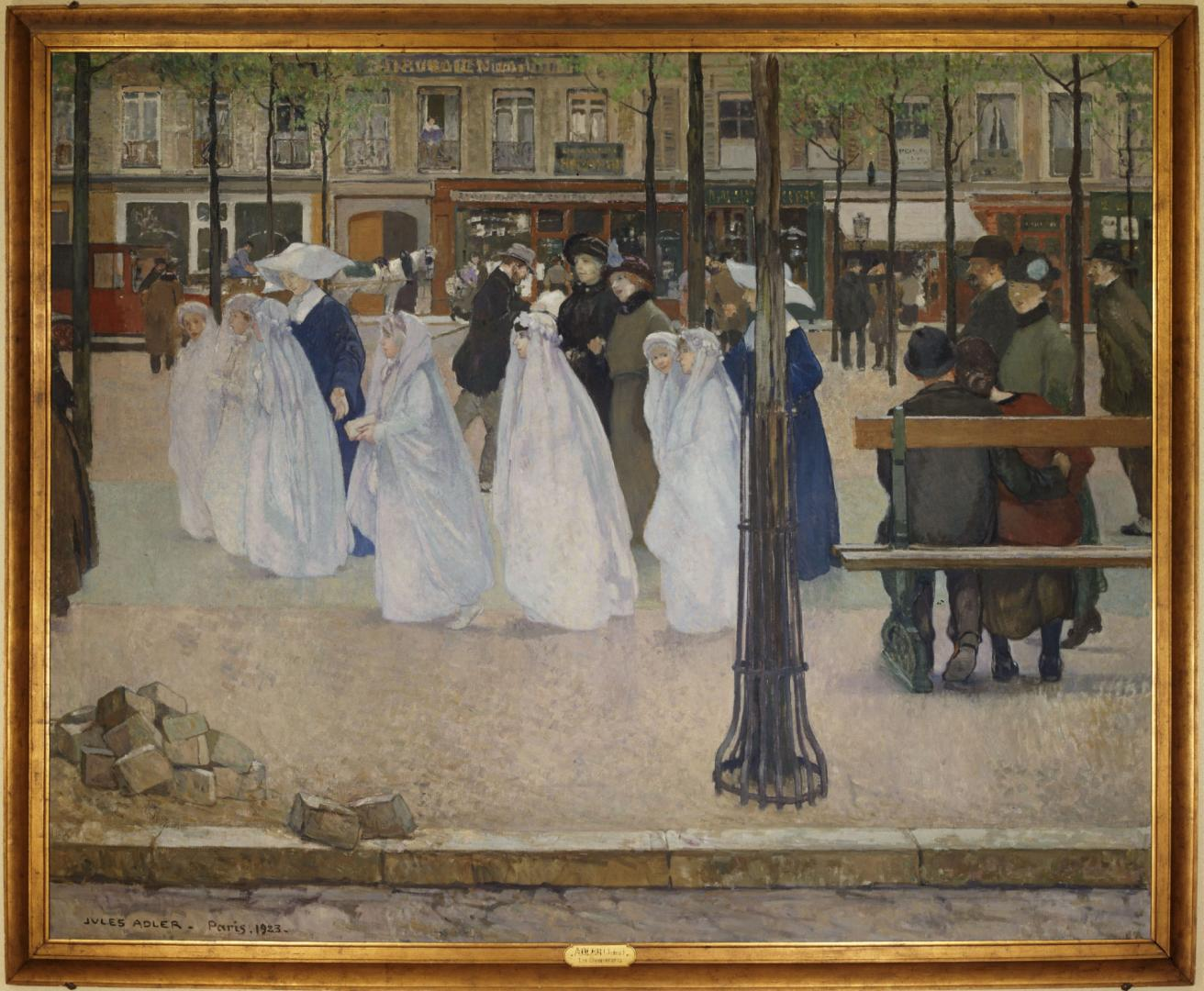
Printemps de Paris, les communiantes (1923), Paris, musée Carnavalet.
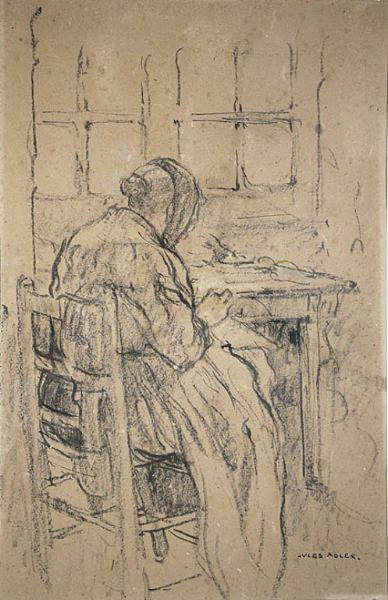
Brodeuse, dessin, musée des Beaux-Arts de Dole.

## Hommages
- En 1933 est inauguré un musée à son nom à Luxeuil-les-Bains, sa ville natale, et installé depuis 1965 aux 3e et 4e étages du musée de la Tour des Échevins.
- Une rue de Luxeuil-les-Bains porte son nom.